# 에이리언 (시리즈) 등장인물 목록
《에이리언》은 인류와 적대적 외계생명체 에이리언 (제노모프)와의 조우를 그렸다. 21세기부터 24세기까지 폭넓은 배경을 무대로 등장인물이 에일리언과 이익을 우선시하는 초거대기업 웨일랜드 유타니을 상대하며 생존하는 분투가 주이야기이다.
원작은 《에이리언(1979)》, 《에이리언 2(1986)》, 《에이리언 3(1992)]》, 《에이리언 4(1997)》 총 네 편으로 구성돼 엘런 리플리가 제노모프를 상대한다. 리플리는 제노모프가 침입한 노스트로모호의 유일한 생존자로 이후 외계종족과 웨일랜드 유타니와 여려 차례 충돌하는 것이 시리즈를 관통하는 이야기이다.
프리퀄 영화 《프로메테우스(2012)》와 《에이리언: 커버넌트(2017)》에선 인류가 고대외계문명 엔지니어를 발견하고 제노모프의 창조주를 상대하는 초기역사를 다룬다.

## 에이리언 (1979)

### 아서 댈러스
아서 코블렌츠 댈러스(톰 스커릿 역)은 노스트로모호의 선장으로 선내 컴퓨터 마더에 접근할 수 있는 유일한 인간승무원이다. 상선 데럴릭트호로부터 구조신호를 수신하자 댈러스는 송신지를 조사하기 위해 노스트로모호를 원래 경로에서 이탈시켜 항해한다.

### 엘런 리플리
엘런 루이스 리플리(시고니 위버 역)은 《에이리언》 본편 시리즈의 주인공이다.

### 조앤 램버트
조앤 마리 램버트(베로니카 카트라이트 역)은 노스트로모호의 항해사이자 리플리 이외에 승선한 유일한 여성승무원이다.

### 새뮤얼 브렛
새뮤얼 엘리어스 브렛(해리 딘 스탠턴 역)은 노스트로모호의 엔지니어링 기술자이다.

### 길버트 케인
길버트 워드 "토머스" 케인(존 허트 역)은 노스트로모의 장교이다. 데럴릭트호 조사중 발견한 알을 관찰하다 페이스허거에게 얼굴을 먹혀 에이리언 태아를 주입받는다.